# Gradnik
Gradnik – wieś w Słowenii, w gminie Semič. W 2018 roku liczyła 64 mieszkańców.